# Нитвенський район
Нитвенський район (рос. Нитвенский район) — адміністративно-територіальна одиниця в складі Пермського краю Росії.
Адміністративний центр району — місто Нитва. 
1 січня 2020 року муніципальний район був скасований, а всі міські та сільські поселення, що входили до його складу, були об'єднані в єдине муніципальне утворення - Нитвенський міський округ. Район як адміністративно-територіальна одиниця краю зберігає свій статус.

## Географія
Нитвенський муніципальний район - знаходиться на правому березі Ками, в басейнах її невеликих приток - річок Нитви і Сюзьви. Район відрізняється вигідним економіко-географічним розташуванням і входить до складу Пермської міської агломерації. На корисні копалини район не багатий. Є окремі види будівельних матеріалів. Всі родовища розробляються, але запаси невеликі.

## Населення
Населення - 40 207 осіб.
Національний склад
Росіяни - 91,7%, комі-перм'яки - 1,9%, удмурти - 1,9%, інші - представники інших національностей.

## Економіка
В основі економіки району лежать сільськогосподарські підприємства, лісова промисловість, металургійна промисловість (металургійний завод в Нитві).
Агропромисловий комплекс району представляють 13 підприємств. Вони спеціалізуються на виробництві, реалізації та переробки сільськогосподарської продукції. В рослинництві - виробництво зернових і кормових культур, картоплі. У тваринництві - виробництво молока, м'яса, яєць.
У районі розвинена мережа мисливських господарств. Рибне господарство представлено мережею численних малих річок та ставків, а також Воткинським водосховищем. Більше 10 господарств району займаються ставковим риборозведенням.